# Денис Истомин
Денис Истомин (на английски: Denis Istomin) е узбекистански професионален тенисист.

## Биография
Денис Истомин е роден на 7 септември 1986 година в Оренбург, Руска СФСР, СССР от руски родители Олег и Клавдия. Когато е на 3 месеца, семейството му се преселва в Ташкент, Узбекска ССР. Денис е трениран от майка му още в ранна възраст.

## Кариера
Денис Истомин става професионален тенисист през 2005 г. Най-доброто му представяне в турнирите от големия шлем е четвърти кръг на Уимбълдън през 2012 година. Той печели две титли на сингъл и постига най-високо класиране в кариерата си на сингъл номер, като номер 33 в света, през август 2012 г. През януари 2017 г. побеждава във втория кръг на Автралиън оупън Новак Джокович, който защитава титлата си.

## Кариерна статистика

### ATP финали (2 титли; 5 финала)
|        | П–З | Година | Турнир                    | Клас      | Настилка   | Опонент          | Резултат           |
| ------ | --- | ------ | ------------------------- | --------- | ---------- | ---------------- | ------------------ |
| Загуба | 0–1 | 2010   | Кънектикът Оупън          | 250 серии | Твърда (з) | Сергий Стаховски | 6–3, 3–6, 4–6      |
| Загуба | 0–2 | 2012   | Пасифик Коуст Чемпиъншипс | 250 серии | Твърда (з) | Милош Раонич     | 6–7(1–7), 2–6      |
| Победа | 1–2 | 2015   | Нотингам Оупън            | 250 серии | Трева      | Сам Куери        | 7–6(7–1), 7–6(8–6) |
| Победа | 2–2 | 2017   | Чънду Оупън               | 250 серии | Твърда     | Маркос Багдатис  | 3–2 отказва се     |
| Загуба | 2–3 | 2018   | Австрия Оупън Кицбюел     | 250 серии | Клей       | Мартин Клижан    | 2–6, 2–6           |